# Neiba (Burkina Faso)
Pour les articles homonymes, voir Neiba.
Neiba, également orthographié Niéba, est une commune rurale située dans le département de Coalla de la province de la Gnagna dans la région de l'Est au Burkina Faso.

## Géographie
Neiba se trouve à 1,5 km au sud-ouest de Coalla – et à 17 km au nord-est de la route nationale 18 – sur l'autre rive de la Faga.

## Santé et éducation
Neiba accueille un centre de santé et de promotion sociale (CSPS).